# تسیریاک هلدینگ
تسیریاک هلدینگ (انگلیسی: Țiriac Holdings) شرکت خوشه‌ای رومانیایی است، که در سال ۱۹۹۰ توسط ایون تسیریاک تأسیس شد.